# 臷國

圖出自《古今圖書集成·方輿彙編·邊裔典·第一百七卷》

臷國，又稱作臷民國。在《山海經·海外南經》中，在三苗國東面，其人原為帝舜的後代，黃皮膚，擅長操弓射蛇。
在《大荒南經》中，描寫了此國自然有五穀衣服的情景。